# Opopaea diaoluoshan
Espèce
Opopaea diaoluoshan est une espèce d'araignées aranéomorphes de la famille des Oonopidae.

## Distribution
Cette espèce est endémique de Hainan en Chine.

## Description
Le mâle holotype mesure 1,42 mm et la femelle paratype 1,58 mm

## Étymologie
Son nom d'espèce lui a été donné en référence au lieu de sa découverte, la réserve naturelle de Diaoluoshan.

## Publication originale
- Tong & Li, 2010 : The goblin spiders of the genus Opopaea (Araneae, Oonopidae) in Hainan Island, China. Zootaxa, no 2327, p. 23-43.